# Anna I de Cabrera
Anna I de Cabrera (Modica, 1459 - 1526) fou una dama catalana, vescomtessa de Cabrera i de Bas i comtessa de Mòdica i d'Osona.

## Vida
Anna era membre del llinatge dels Cabrera, filla de Joan I de Cabrera i Joana de Carmain, i germana de Joan II de Cabrera. En morir de petit aquest darrer, el 1477, Anna passà a ésser la successora en els títols, amb només 18 anys. Això la va fer atreure molts pretendents, interessats en la magnitud de les seves possessions. El rei Ferran el Catòlic va fer valer la candidatura del seu cosí germà Fadrique Enríquez de Velasco, futur almirall de Castella i duc de Medina de Rioseco, i es va celebrar el matrimoni a Mòdica el 1480.
La vinculació amb la casa reial va afavorir la restauració del patrimoni dels Cabrera, que havia quedat esquinçat a conseqüència de la guerra civil catalana.
El matrimoni no pogué tenir descendència i, el 1515, Anna establí, per suggeriment del rei Ferran, que el seu successor fos Luis Enríquez de Melgar, nebot del seu marit, casat amb Anna II de Cabrera i de Montcada, neboda al seu torn de la mateixa comtessa. A partir d'aquí, el cognom dels Enríquez es convertirà en Enríquez de Cabrera.